# Evangelische Kirche Barkhausen

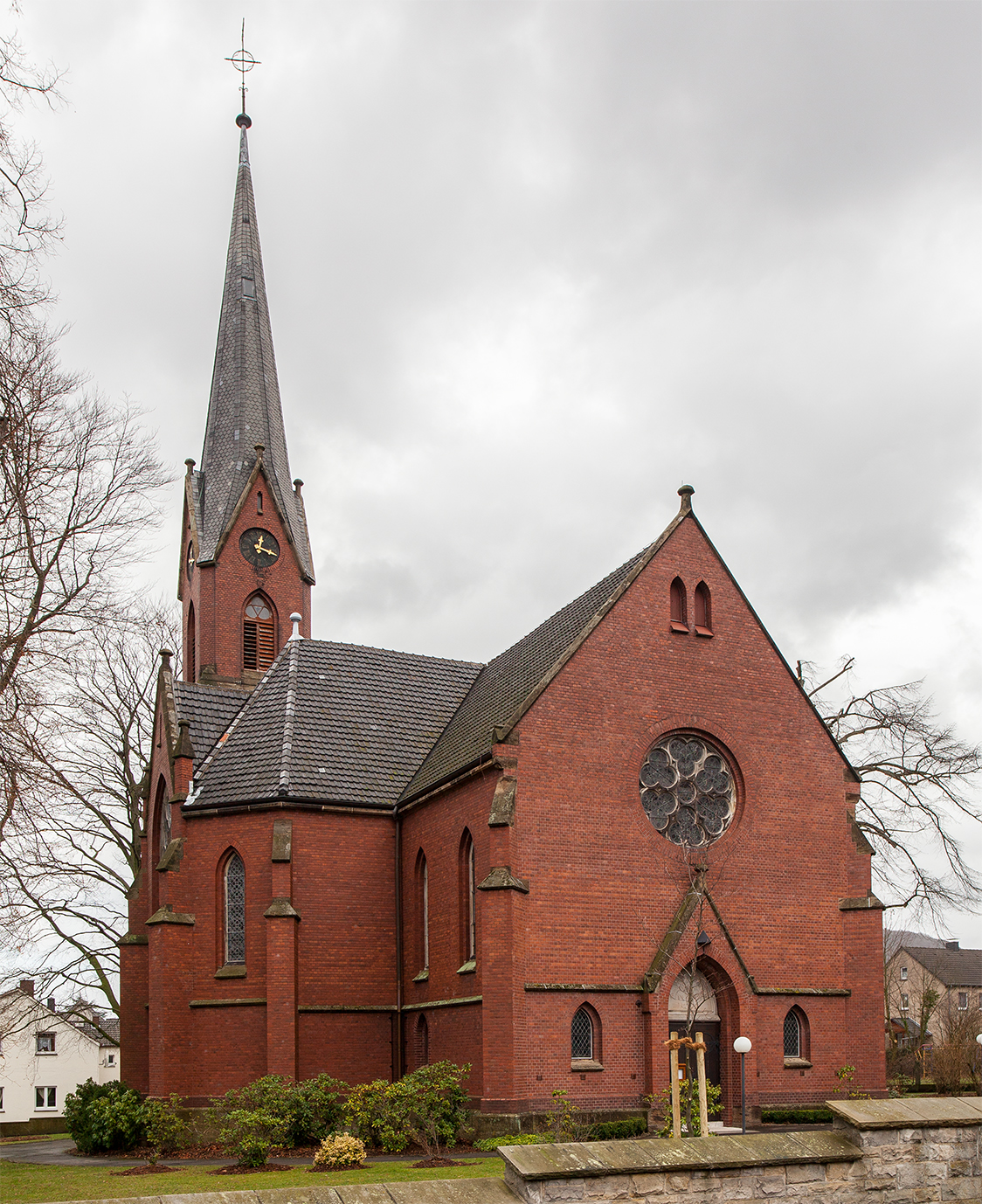
Evangelische Kirche Barkhausen

Die Evangelische Kirche Barkhausen steht in Barkhausen, einem Stadtteil der Stadt Porta Westfalica im Kreis Minden-Lübbecke von Nordrhein-Westfalen. Die Kirchengemeinde gehört zum Kirchenkreis Minden der Evangelischen Kirche von Westfalen.

## Beschreibung
Die neugotische Kreuzkirche aus Backsteinen wurde 1896–99 nach einem Entwurf des einheimischen Architekten Heinrich Hutze erbaut. Ihr Langhaus hat im Osten einen dreiseitig geschlossenen Chor, an dessen Nordwand in der Ecke zum nördlichen Querarm ein Chorflankenturm steht, dessen oberstes Geschoss hinter den Klangarkaden den Glockenstuhl beherbergt. Zwischen den Giebeln mit den Zifferblättern der Turmuhr erhebt sich ein achtseitiger, schiefergedeckter, spitzer Helm. 
Der weite Innenraum hat umlaufende Emporen. Die Kirchenausstattung stammt aus der Bauzeit. Das Altarretabel mit der Darstellung von Christus am Ölberg wird Julius Schnorr von Carolsfeld zugeschrieben.